# Посканзер, Джеф
Джеф Посканзер (англ. Jeffrey A. Poskanzer; р. 1958, Нью-Йорк) — разработчик программного обеспечения. Он был первым человеком, начавшим издавать еженедельный FAQ в Usenet, является владельцем адреса acme.com
, разработал форматы файлов portable anymap (PPM, PGM, PBM) и пакет утилит netpbm для работы с ними, работал в команде, портировавшей A/UX.